# Сахалинские акулы
«Сахалинские акулы» — молодёжная команда по хоккею с шайбой из Южно-Сахалинска, выступает в чемпионате МХЛ. Обладатель Азиатского кубка вызова 2014.

## История клуба
Официально клуб начал своё существование 3 декабря 2013 года. Тогда же и началось формирование профессиональной молодёжной и любительской команд. В составе молодёжной команды оказались игроки хоккейных клубов из России, Японии, Латвии. «Сахалинские Акулы» за несколько месяцев сумели показать себя в товарищеских дальневосточных турнирах и обзавестись своими болельщиками. Любительская команда стала бронзовым призёром открытого турнира по хоккею на «Кубок мэра» г. Южно-Сахалинска, сезон 2013—2014 гг.
В апреле 2014 руководством клуба было принято решение усилить молодёжную команду для вступления в МХЛ.
25 мая 2014 в Минске состоялось заседание правления Молодёжной хоккейной лиги под председательством президента КХЛ Александра Ивановича Медведева. В ходе заседания правления МХЛ заявка «Сахалинских Акул» на вступление в состав некоммерческого партнерства «Молодёжная хоккейная лига» была одобрена. Начались просмотровые сборы хоккеистов по всей стране. Был сформирован тренерский штаб, возглавил команду словацкий специалист Милан Ситар.
В первый год своего существования клуб столкнулся с трудностями, связанными с реформами в МХЛ. По новому регламенту в первенстве МХЛ могли принимать участие только клубы аффилированные с клубами КХЛ, а «Акулы» были самостоятельным клубом, не входящим в систему КХЛ. «Сахалинским Акулам» было предложено перейти в МХЛ-Б, но, ввиду более скромных бюджетов у клубов из этого дивизиона, островитяне должны были бы оплачивать транспортные расходы всем гостевым командам, либо проводить все домашние игры в Москве. Данное предложение всколыхнуло общественность и прессу, породив массу статей в федеральной (и не только) прессе. Скандальную известность клуб получил и благодаря некоторым отдельным высказываниям, но главное получил поддержку в лице не только болельщиков сахалинской области, но и всего Дальнего Востока и Приморья — на защиту клуба встали болельщики ХК «Адмирал» и ХК «Амур».
11 июня 2015, на заседании правления МХЛ было принято решение, что «Сахалинские Акулы», по новым правилам, несмотря на все волнения, не могут играть в Первенстве, но будет сформирована специальная комиссия, по решению которой будет определена судьба островного клуба.
22 июня 2015 владивостокский ХК «Адмирал» заявил о своем намерение аффилировать клуб с Сахалина, тем самым дал островитянам возможность остаться в МХЛ-А.
Следующей ступенью развития стало появление юниорской команды в подмосковном городе Ступино — ХК «Капитан», где выступают более юные спортсмены островной хоккейной системы. Таким образом руководству клуба выстроить четкую вертикаль для развития и роста сахалинских спортсменов.
В декабре 2015 Милан Ситар, руководящий командой с момента ее основания, покинул пост главного тренера. На смену ему пришел Игорь Кривошлык. Через четыре проигранных матча вместо него исполняющим обязанности главного тренера был назначен ученик Милана Ситара — Николай Карасев.
В сезоне 2017/2018 годов команда снялась с розыгрыша МХЛ. Но уже в сезоне 2019/2020 вернулась вновь.

## Главные тренеры
- Ситар, Милан (2014 — 16 декабря 2015)
- Кривошлык, Игорь Александрович (16 — 24 декабря 2015)
- Карасёв, Николай Вадимович (24 декабря 2015, и. о. — 2016)
- Бажухин, Сергей Николаевич (2019—2020)
- Чечель, Виктор Васильевич (2020)
- Комаров, Михаил Анатольевич (14 октября 2020—2021)
- Крамаренко, Дмитрий Александрович (2021—2022)
- Гаврилов, Игорь Николаевич (2022—2023)
- Соловьёв, Виталий Евгеньевич (2023)
- Бажухин, Сергей Николаевич (2023—2025)
- Степанов, Анатолий Александрович (С 1 мая 2025)